# 13481 Aubele
13481 Aubele è un asteroide della fascia principale. Scoperto nel 1978, presenta un'orbita caratterizzata da un semiasse maggiore pari a 2,576713 UA e da un'eccentricità di 0,206845, inclinata di 5,622641° rispetto all'eclittica. Ha un periodo di rotazione di 5,688 ore.